# Neukammer (Nauen)

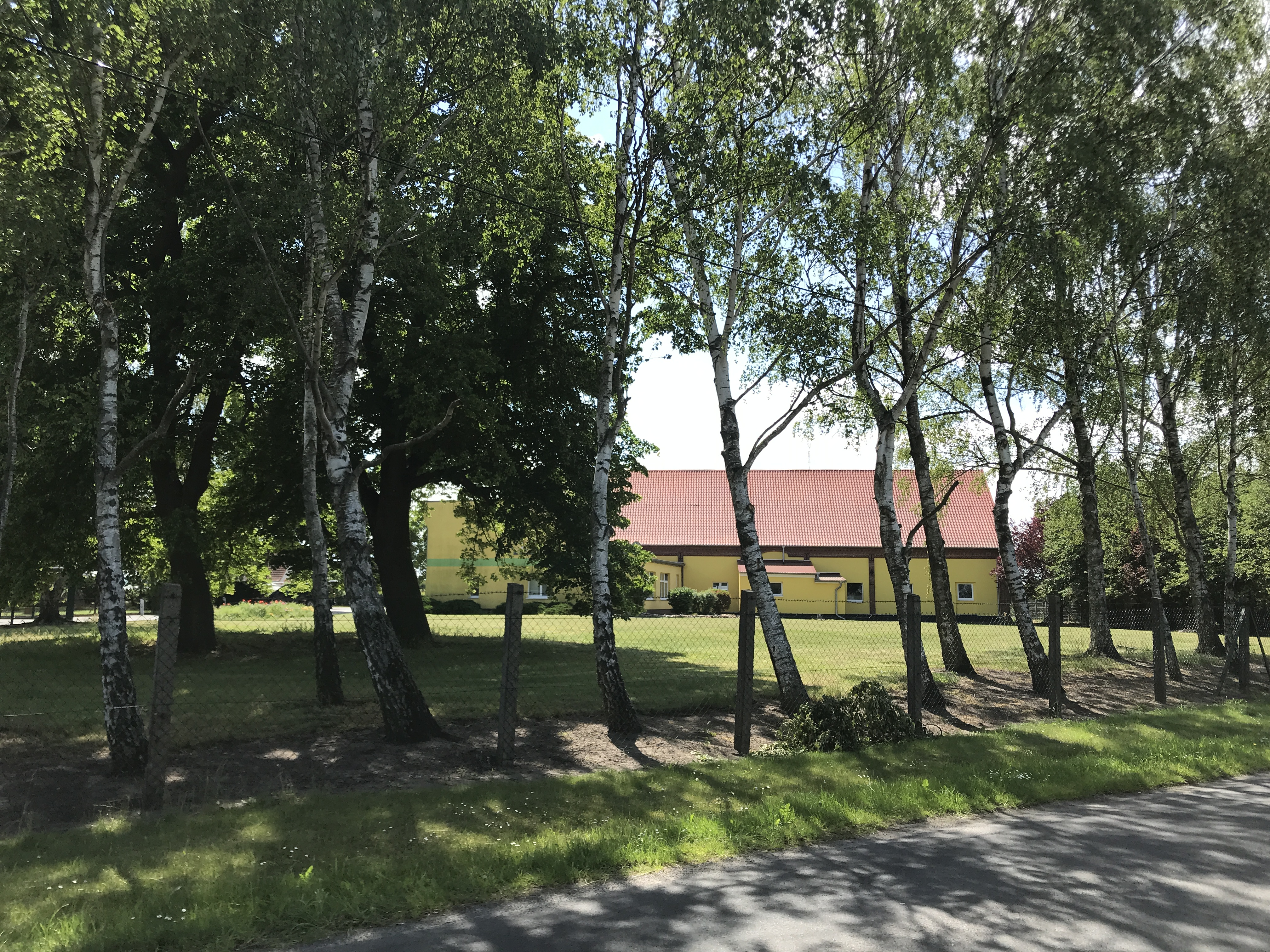
Neukammer

Neukammer ist ein Ortsteil der Stadt Nauen im Landkreis Havelland des Landes Brandenburg.

## Nachbarorte
- Nauen
- Schwanebeck, Ortsteil der Stadt Nauen
- Groß Behnitz mit dem Ortsteil Quermathen, Ortsteile der Stadt Nauen

## Geografie
Neukammer liegt auf einer Höhe von 36 m ü. NHN etwa 2,5 Kilometer südwestlich von Nauen an der von Nauen nach Brandenburg an der Havel führenden Landesstraße 91.

## Geschichte
Bereits seit 1350 ist Neukammer, damals noch Nikammer bzw. Niekammer, ein Ortsteil von Nauen. Dass Neukammer ein Nauener Ortsteil wurde, liegt an der Pest. 1348 erlagen alle Einwohner von Neukammer dem Schwarzen Tod. 1350 einverleibte sich die Stadt Nauen die nunmehr einwohnerlose Ortschaft, da Neukammer durch seine Pfarrkirche St. Marien ein einträgliches Geschäft bot. Die St. Marienkirche war seit ihrer Errichtung eine Wallfahrtsstätte zur Verehrung der schmerzreichen Mutter, wo sich die Wallfahrer aus nah und fern Linderung ihrer Schmerzen und Gebrechen durch das Erbringen von Opfergaben versprachen. Das einträchtige Geschäft mit der Wallfahrt führt 1358 zu einem Disput zwischen dem Nauener Magistrat und dem Domkapitel zu Brandenburg. Das Domkapitel und der Magistrat vertraten unterschiedliche Meinungen, wem die Opfergaben zustehen. Der Magistrat konnte sich dank der Unterstützung durch den Markgrafen und Kurfürsten Ludwig II. in seiner Meinung, dass alle Opfergaben der Neukammer Kirche zu standen, durchsetzen. Das Domkapitel erklärte daraufhin die Verehrung der Mutter Gottes an dieser Stelle als beendet, dies führte zu einem deutlichen Rückgang der Wallfahrer und somit der Einnahmen der Stadt.
Mit der Einführung der Reformation 1539 durch den Kurfürsten Joachim II. kam das endgültige Aus für St. Marien als Wallfahrtsstätte und die Kirche verfiel zusehends. 1545 wurde die Kirche abgetragen und ihre Materialien für die Errichtung eines Vorwerks verwendet, seit dieser Zeit wird der Ortsteil nur noch als Neukammer erwähnt. Am 5. Mai 1697 wurde Neukammer ein Opfer der Flammen, anschließend jedoch wieder aufgebaut.
Das im Volksmund „Das alte Gericht“ genannte Stück Ackerflur, dem man nachsagt, eine Hinrichtungsstätte gewesen zu sein, liegt am Wegesrand zwischen Neukammer und Lietzow  und wurde erst zu Beginn des 19. Jahrhunderts landwirtschaftlich genutzt.
Der Fideikommissiar Fritz Stoltze gehörte zu einer langen Kette von Besitzern des Neukammer Vorwerks, ihm gehörte auch das Stück Land im Luch (40 ha) am Weinberg, wo später die Großfunkstelle Nauen entstehen sollte. Dort errichtete er das 1882 benannte und inzwischen wüst gefallene Vorwerk Jäglitz. Die Verpachtung und der spätere Verkauf dieses Landstückes sollen den Grundstock für die Entstehung der Großfunkstelle Nauen gebildet haben.
Nach dem Zweiten Weltkrieg, in dem sich in Neukammer eine mit Luftwaffenhelfern (Oberschülern) aus Zwickau in Sachsen besetzte Scheinwerferstellung der Flak befand, wurden das Vorwerk und das dazugehörige Land in der Bodenreform enteignet und aufgeteilt. Der Bodenreform folgte die Gründung einer LPG vom Typ III und mit ihr riesige Schweinmastanlagen und Milchviehställe. Die Gebäude des Vorwerks wurden teils von der LPG, teils als Wohnhaus und als Kindergarten genutzt, viele jedoch wurden dem Verfall preisgegeben. Heute sind vom einstigen Vorwerk nur noch Reste zu finden.

## Infrastruktur
Neukammer ist im Rahmen des ÖPNV durch die Havelbus-Linie 660 der HVG mit Nauen und Päwesin und durch die Havelbus-Linie 666 der HVG mit Nauen (Stadtbuslinie) verbunden.